# Raszid Hamdani
Raszid Hamdani, Rachid Hamdani (arab. رشيد حمداني; ur. 8 kwietnia 1985 w Toulu) – marokański piłkarz występujący na pozycji pomocnika w Asteras Tripolis.

## Kariera klubowa
Hamdani profesjonalną karierę rozpoczął we francuskim klubie AS Nancy. Na początku występował jedynie w rezerwach tej drużyny, następnie przez rok reprezentował barwy US Raon-l'Étape, a po powrocie do AS Nancy zaliczył dwa występy w pierwszym zespole. W 2007 roku przeniósł się do Clermont Foot, w którym występował przez cztery sezonu. w latach 2012-2015 był graczem cypryjskiego klubu Apollon Limassol. Latem 2015 trafił do greckiego klubu Asteras Tripolis.

## Kariera reprezentacyjna
W reprezentacji Maroka zadebiutował 31 maja 2008 roku w meczu eliminacji mistrzostw świata przeciwko Etiopii.
| Mecze i gole w reprezentacji | Mecze i gole w reprezentacji | Mecze i gole w reprezentacji | Mecze i gole w reprezentacji | Mecze i gole w reprezentacji | Mecze i gole w reprezentacji | Mecze i gole w reprezentacji |
| 2008                         | 2008                         | 2008                         | 2008                         | 2008                         | 2008                         | 2008                         |
| ---------------------------- | ---------------------------- | ---------------------------- | ---------------------------- | ---------------------------- | ---------------------------- | ---------------------------- |
| 1.                           | 31.05.2008                   | Casablanca, Maroko           | Etiopia                      | 3:0                          | 0                            | El. MŚ 2010                  |
| 2.                           | 07.06.2008                   | Nawakszut, Mauretania        | Mauretania                   | 4:1                          | 0                            | El. MŚ 2010                  |

## Sukcesy
Apollon
- Puchar Cypru: 2013